# Apolo vencedor de Pan
Apolo vencedor de Pan (en inglés, Apollo as Victor over Pan; en alemán: Apoll als Sieger über Pan; en neerlandés: Het oordeel van Midas (Ovidius, Met. XI, 146-179) XI, 146-179)) es una pintura al óleo sobre lienzo de 1637 del pintor, dibujante y diseñador de tapices del barroco flamenco Jacob Jordaens.
Jordaens participó con dos pinturas en el esfuerzo colectivo para decorar la Torre de la Parada, cerca de Madrid, realizada entre 1636 y 1681. Una de ellas era Apolo vencedor de Pan (la otra, Vertumnus y Pomona).

## Descripción
El tema del cuadro está tomado de Las metamorfosis de Ovidio, XI:146-179. Representa la competición de flauta entre el dios Apolo y el sátiro Marsias, quien resulta perdedor. La pintura muestra los momentos posteriores a la competición, cuando Apolo reprende furiosamente a Midas, uno de los jueces del concurso, por favorecer la habilidad de Marsias para tocar la flauta sobre la suya propia. Marsias se presenta en el lienzo con piernas humanas, pese a ser un sátiro.

## Influencia
El lienzo es una interpretación de Jordaens de una pintura anterior de Pedro Pablo Rubens titulada Apolo y Marsyas. Esta versión de Jordaens fue, posteriormente, copiada por Juan Bautista Martínez del Mazo, artista barroco español y yerno de Diego Velázquez, el pintor real de Felipe IV de España. Como chambelán de palacio, Velázquez se encargó de la adquisición, gestión y distribución de las colecciones reales de pintura, tapices y escultura, lo que le permitió decorar los aposentos de la Pieza Principal del Real Alcázar de Madrid con la copia de Mazo del cuadro original de Jordaens. Posteriormente, Velázquez reprodujo la copia de Apolo vencedor de Pan en el fondo de su obra Las Meninas, reconocida como una de las pinturas más importantes en la historia del arte occidental, creando efectivamente una pintura dentro de otra pintura.
En 2014, el Museo del Prado cedió el cuadro, junto con otras nueve obras de su colección de Peter Paul Rubens, Anthony van Dyck, Frans Francken el Joven y otros, al Museo Carlos de Amberes por el plazo de un año. 